# Sven Bernhard Gareis
Sven Bernhard Gareis (* 7. März 1962 in Bad Homburg vor der Höhe) ist ein deutscher Politikwissenschafter und derzeit im NATO-Hauptquartier in Brüssel in der Abteilung Politische Angelegenheiten und Sicherheitspolitik tätig. Weiterhin ist er Honorarprofessor am Institut für Politikwissenschaft der Westfälischen Wilhelms-Universität in Münster.

## Werdegang
Nach dem Abitur 1981 in Tutzing bei München trat Gareis 1981 als Offizieranwärter in die Bundeswehr ein und studierte an der Universität der Bundeswehr München Pädagogik, Politikwissenschaft und Soziologie. Er diplomierte 1987 und wurde 1989 bei Wolfgang Royl mit der Dissertation Didaktik der Begegnung. Zur Organisation historischer Lernprozesse im Lernort Dachau zum Dr. phil. (magna cum laude) promoviert. Bis zu seinem Ausscheiden aus der Bundeswehr 1994 war Gareis als Zugführer, Kompaniechef und Lehrgangsleiter der Fernmeldeschule des Heeres eingesetzt.
Von 1994 bis 2000 war Gareis als wissenschaftlicher Mitarbeiter und Leiter des Fachbereichs Sicherheitspolitik an der Akademie der Bundeswehr für Information und Kommunikation (AIK) in Strausberg tätig, danach war er bis 2006 Projektleiter am Sozialwissenschaftlichen Institut der Bundeswehr (SOWI). 2006 erfolgte der Wechsel an die Führungsakademie der Bundeswehr (FüAkBw) in Hamburg als Leitender Wissenschaftlicher Direktor am Fachbereich Human- und Sozialwissenschaften. Von 2011 bis 2018 war Gareis Deutscher Stellvertretender Dekan am George C. Marshall Europäisches Zentrum für Sicherheitsstudien (GCMC) in Garmisch-Partenkirchen. Seine Forschungsschwerpunkte liegen in den Bereichen internationale Politik, deutsche und europäische Außen- und Sicherheitspolitik, Vereinte Nationen und Außenbeziehungen der Volksrepublik China.
Seit 2007 ist Gareis Honorarprofessor am Institut für Politikwissenschaft der Westfälischen Wilhelms-Universität in Münster. Er lehrte zuvor an der Technischen Universität Berlin, am Otto-Suhr-Institut der Freien Universität Berlin und der Universität Hamburg sowie als Gastprofessor an der Hebrew University of Jerusalem (2007, 2009) und der Tamkang-Universität Taipeh (2010).
Er ist Mitglied der Deutschen Vereinigung für Politische Wissenschaft, der Deutschen Gesellschaft für Asienkunde, der Deutschen Gesellschaft für die Vereinten Nationen, des Arbeitskreises Militär und Sozialwissenschaften und des Wissenschaftlichen Forums für Internationale Sicherheit.
Gareis ist Oberst der Reserve. Wehrübungen als Reserveattaché absolviert er seit 1998 an den Militärattachéstäben der Deutschen Botschaften Kuala Lumpur, Ottawa und Peking. 2002 besuchte er die Nationale Verteidigungsuniversität der Volksrepublik China. Von 2004 bis 2008 war er Mitglied des Conseil Scientifique beim Centre d`Etudes en Sciences Sociales de la Défense in Paris.

## Schriften (Auswahl)

### Monografien
- Didaktik der Begegnung. Zur Organisation historischer Lernprozesse im Lernort Dachau (= Europäische Hochschulschriften. Reihe 11. Pädagogik. Bd. 410). Lang, Frankfurt am Main u. a. 1990, ISBN 3-631-42272-5.
- mit Johannes Varwick: Die Vereinten Nationen. Aufgaben, Instrumente und Reformen (= UTB. 2243). Leske und Budrich (UTB), Opladen 2002, ISBN 3-8252-2243-8. (5. Auflage 2014; englische 2. Auflage 2012)
- mit Ulrich vom Hagen: Militärkulturen und Multinationalität. Das Multinationale Korps Nordost in Stettin (= Schriftenreihe des Sozialwissenschaftlichen Instituts der Bundeswehr. Bd. 1). Leske und Budrich, Opladen 2004, ISBN 3-8100-4010-X.
- Deutschlands Außen- und Sicherheitspolitik. Eine Einführung. Budrich, Opladen 2005, ISBN 3-938094-16-8. (3. Auflage 2021)

### Herausgeberschaften
- mit Rolf Zimmermann: Sicherheitspolitische Kommunikation (= Schriften der Akademie der Bundeswehr für Information und Kommunikation. Bd. 22). Nomos, Baden-Baden 1999, ISBN 3-7890-6012-7.
- mit Paul Klein: Handbuch Militär und Sozialwissenschaft. VS Verlag für Sozialwissenschaften, Wiesbaden 2004, ISBN 3-531-14446-4. (2. Auflage 2006)
- mit Nina Leonhard: Vereint marschieren. Die deutsch-französische Streitkräftekooperation als Paradigma europäischer Streitkräfte? (= Schriftenreihe des Sozialwissenschaftlichen Instituts der Bundeswehr. Bd. 5). VS Verlag für Sozialwissenschaften, Wiesbaden 2008, ISBN 978-3-531-15715-3.
- mit Gunter Geiger: Internationaler Schutz der Menschenrechte. Stand und Perspektiven im 21. Jahrhundert. Budrich, Opladen u. a. 2009, ISBN 3-86649-186-7.
- mit Stephan Böckenförde: Deutsche Sicherheitspolitik. Herausforderungen, Akteure und Prozesse (= UTB. 8388). Budrich (UTB), Opladen u. a. 2009, ISBN 978-3-8252-8388-9. (2. Auflage 2014)
- mit Hans-Georg Erhart, Charles Pentland: Afghanistan in the Balance. Counterinsurgency, Comprehensive Approach, and Political Order (= Queen’s Policy Studies Series). McGill-Queen’s University Press, Kingston 2012, ISBN 978-1-55339-353-5.
- mit Gunther Hauser, Franz Kernic: The European Union – A Global Actor?. Opladen, Berlin u. a. 2013, ISBN 978-3-8474-0040-0.